# Bednarka (Natura 2000)
Bednarka (PLH120033) – specjalny obszar ochrony siedlisk sieci Natura 2000 położony na Pogórzu Jasielskim, w okolicach Bednarki, o powierzchni 1291,93 ha. Znajduje się na terenie gmin Lipinki (powiat gorlicki, województwo małopolskie) i Dębowiec (powiat jasielski, województwo podkarpackie). Południowa część obszaru stanowi jednocześnie otulinę Magurskiego Parku Narodowego, a niewielka enklawa parku narodowego położona na terenie wsi Bednarka także wchodzi w skład obszaru.
Na strychu zabytkowej cerkwi w Bednarce znajduje się kolonia rozrodcza podkowca małego Rhinolophus hipposideros – gatunku z załącznika II dyrektywy siedliskowej. Ochronie podlega też obszar żerowiskowy nietoperzy, który tworzą m.in. dwa siedliska z załącznika I: grąd Tilio-Carpinetum i żyzna buczyna karpacka Dentario glandulosae-Fagetum.